# Heda församling
Heda församling var en församling i Linköpings stift inom Svenska kyrkan i Ödeshögs kommun. Församlingen uppgick 2006 i Ödeshögs församling.
Församlingskyrka var Heda kyrka
Folkmängd 2003 var 266 invånare.

## Administrativ historik

Heda församlings vapen.

Församlingen har medeltida ursprung.
Församlingen utgjorde under medeltiden ett eget pastorat för att därefter till 1998 vara annexförsamling i pastoratet Rök och Heda, som 1 maj 1919 utökades med Västra Tollstads församling och 1962 med Trehörna församling och Svanshals församling. Från 1998 till 2006 var församlingen annexförsamling i pastoratet Ödeshög, Stora Åby, Rök, Heda, Västra Tollstad, Trehörna och Svanshals Församlingen uppgick 2006 i Ödeshögs församling. Församlingen tillhörde till 31 maj 1940 Lysings kontrakt, från 1 juni 1940 Dals och Lysings kontrakt, från 1962 Göstrings och Lysings kontrakt och från 1997 till dess församlingen uppgick i Ödeshög 2006 Folkungabygdens kontrakt.
Församlingskod var 050905.

## Komministrar
| Ämbetstid | Namn                            | Levnadstid | Övrigt                                                     |
| --------- | ------------------------------- | ---------- | ---------------------------------------------------------- |
| 1327      | Sveno                           |            |                                                            |
| 1605      | Peder                           |            |                                                            |
| 1626      | Magnus Canuti Rystadius         |            | Komminister.                                               |
| 1630      | Laurentius Petri                | –1630      | Komminister.                                               |
| 1635–1655 | Isaacus Svenonis Krusenius      | –1667      | Komminister. Senare kyrkoherde i Röks församling.          |
| 1655–1667 | Ericus Elavi Ljung              | 1628–1671  | Komminister. Senare kyrkoherde i Röks församling.          |
| 1668–1711 | Sveno Nicolai Axstelius         | 1633–1711  | Komminister.                                               |
| 1712–1731 | Nicolaus Aschanius              | 1687–1731  | Komminister.                                               |
| 1733–1746 | Johannes Hedman                 | 1700–1773  | Komminister. Senare kyrkoherde i Västra Hargs församling.  |
| 1746–1760 | Petrus Hagerstedt               | 1707–1760  | Komminister.                                               |
| 1762–1774 | Leonhard Kinman                 | 1722–1815  | Komminister. Senare kyrkoherde i Röks församling.          |
| 1775–1803 | Nils Ekengren                   | 1737–1818  | Komminister. Senare kyrkoherde i Västra Stenby församling. |
| 1803–1810 | Hans Olof Sundelius             | 1764–1821  | Komminister. Avsatt av prästämbete 1810.                   |
| 1810–1839 | Daniel Tiburtius Lindhagen      | 1776–1839  | Komminister.                                               |
| 1840–1841 | Pehr Gabriel Brattlöf           | 1789–1841  | Komminister.                                               |
| 1843–1850 | Per Olof Moberger               | 1799–1873  | Komminister. Senare kyrkoherde i Västerlösa församling.    |
| 1850–1860 | Jonas Peter Högström            | 1802–1870  | Komminister. Avsatt 1860.                                  |
| 1860–1866 | Lars Runell                     |            | Komminister. Senare kyrkoherde i Odensvi församling.       |
| 1866–1879 | Johan Magnus Fredrik Ullman     |            | Komminister. Senare kyrkoherde i Röks församling.          |
| 1880–1890 | Theodor Svante Ekman            |            | Komminister. Senare kyrkoherde i Risinge församling.       |
| 1890–1894 | Fredrik Wilhelm Leopold Kernell |            | Komminister. Senare kyrkoherde i Lönneberga församling.    |
| 1894–1933 | Carl Victor Sundberg            | 1857–1933  | Komminister.                                               |

## Klockare och organister[5]

### Organister
| Ämbetstid | Namn                   | Levnadstid | Kommentarer                        |
| --------- | ---------------------- | ---------- | ---------------------------------- |
| 1693–1708 | Abrahamb               | –1711      | Organist                           |
|           | Jonas Abrahamsson      |            | Organist                           |
| 1714–     | Jonas Larsson Ölmgren  |            | Organist                           |
| 1717      | Isak                   |            | Organist                           |
| 1721      | Lars                   |            | Organist                           |
| 1739–1757 | Abraham Rotström       |            | Organist och klockare              |
| 1758–1780 | Jacob Dahlström        | –1780      | Organist och klockare              |
| 1781–1792 | Per Kjellström         | –1800      | Organist och klockare              |
| –1834     | Abraham Sjöstrand      | 1761–1834  | Organist och klockare              |
| 1835–1836 | Carl Fredrik Ringqvist | 1811–      | Organist och klockare              |
|           | Gustaf Tollstam        |            | Vikarierande organist och klockare |
| 1837–1862 | Samuel Svensson        | 1815–1862  | Organist och klockare              |
| –1904     | Lars August Thörnvall  | 1836–1904  | Organist, klockare och lärare      |
| 1904–1926 | Karl Emil Johansson    | 1866–1938  | Organist, klockare och lärare      |
| 1927–1967 | Ingrid Ekman           | 1904–      |                                    |

### Klockare
| Ämbetstid | Namn          | Levnadstid | Kommentarer |
| --------- | ------------- | ---------- | ----------- |
| 1668      | Per           | –1703      | Klockare    |
| 1705–1711 | Isak Svensson |            | Klockare    |
| 1712–1721 | Carl          |            | Klockare    |